# Cárcel de mujeres de Hoheneck
La cárcel de mujeres de Hoheneck —en alemán: Frauengefängnis Hoheneck, conocida también como Frauenzuchthaus Hoheneck o en tiempos de la RDA Strafvollzugseinrichtung (StVE) Stollberg (Hoheneck)— fue un centro penitenciario ubicado en Stollberg/Erzgeb., Sajonia, célebre por su uso como cárcel femenina para disidentas del régimen de la República Democrática Alemana, y cuya gestión recaía en la Stasi.
La construcción se levanta sobre los cimientos de un pabellón de caza del siglo XVI, que a su vez estaba sobre las ruinas de un castillo medieval, el Staleburg, que habría dado lugar al nombre Stollberg. Según antecedentes documentados, ya en 1862 se utilizaba como cárcel para mujeres bajo el nombre de Königlich Sächsisches Weiberzuchthaus, aunque posteriormente fue un centro de detención temporal para varones, mientras que durante la Primera Guerra Mundial se utilizó como hospital militar.
Los nazis la utilizaron de manera temporal en 1933 para albergar a presos políticos, aunque posteriormente continuó siendo utilizada para convictos regulares. Tras el fin de la Segunda Guerra Mundial, la prisión fue utilizada por las fuerzas de ocupación soviéticas.

## Obra literaria
- Rengha Rodewill: Hoheneck – Das DDR-Frauenzuchthaus. Exploración documental en fotos con testimonios y un prólogo de Katrin Göring-Eckardt. Vergangenheitsverlag, Berlín 2014, ISBN 978-3-86408-162-0